# Khairy Beshara
Khairy Beshara (àrab: خيري بشارة, Ḫayrī Bixāra, IPA: [ˈxæjɾi beˈʃɑːɾɑ]) (Tanta, Egipte, 30 de juny de 1947) és un director de cinema egipci actiu al indústria cinematogràfica egípcia des de la dècada de 1970. És considerat un dels directors egipcis que van redefinir el realisme al cinema egipci als anys vuitanta. En un llibre recent publicat per Bibliotheca Alexandrina l'any 2007 sobre les 100 pel·lícules més importants de la història del cinema egipci, es van enumerar tres de les seves pel·lícules: The Collar and the Bracelet, Bitter Day, Sweet Day, i Ice Cream in Gleem.

## Biografia
Beshara va completar l'ensenyament secundari al Caire i després es va incorporar a l'Institut Superior de Cinema d'Egipte on es va graduar el 1967. Després va anar a Varsòvia, Polònia, amb una beca durant dos anys on va conèixer la seva futura esposa, Monika Kowalczyk. Va començar la seva carrera centrant-se en els documentals i després va passar a llargmetratges narratius i ha dirigit dotze llargmetratges que s'han projectat en diversos festivals internacionals de cinema. A la VII edició de la Mostra de València de 1986 va guanyar la palmera de bronze per Al-Tawq wa-l-Iswirra.

## Filmografia
Documentarls i curtmetratges
- Tanks Hunter (1974) صائد الدبابات
- The Village Doctor (1975) طبيب فى الأرياف
- The Sea Gull (1976) طائر النورس
- Illumination (1977) تنوير
- The Talk of the Rocks (1978) حديث الحجر
- Surpassing Despair (1980) تجاوز اليأس
- Applied Arts in Qatar (1984) الفن التشكيلى فى قطر

Llargmetratges
- Bloody Destinies (1982) الأقدار الدامية
- House Boat No.70 (1982) العوامة رقم 70
- The Collar and the Bracelet (1986) الطوق والأسورة
- Sweet Day, Bitter Day (1988) يوم حلو..يوم مر
- Crab (Kaboria) (1990) كابوريا
- Wild Desire (1991) رغبة متوحشة
- Ice Cream in Gleem (1992) آيس كريم فى جليم
- America Abracadabra (America Shika Bika) (1993) أمريكا شيكا بيكا
- Strawberry War (1993) حرب الفراولة
- Traffic Light (1995) اشارة مرور
- Nutshell (1995) قشر البندق
- A Night On The Moon (2008) ليلة فى القمر
- Moondog (2012) Arxivat 2016-03-04 a Wayback Machine.

Sèries de televisió
- The Star 1999 النجمة
- A Matter of Principle (Mas'alet Mabda') 2003 مسألة مبدأ
- The Salt of the Earth (Malh El 'ard) 2004 ملح الأرض
- Habiba's Heart ('alb Habiba) 2005 قلب حبيبة
- The Prey and the Hunter (Alfarisa Wal Sayyad) 2007 الفريسة والصياد
- THE ESCAPE FROM THE WEST (ALHROUB MEN ALGHARB) 2009 الهروب من الغرب
- OSTRICH FEATHERS (REESH NA3AM) 2010 ريش نعام
- Zaat (Self) 2012 / Episodes from 17 to 30 ذات الحلقات من ١٧ إلي ٣٠
- Second Wife 2013 الزوجة الثانية
- The people of Alexandria 2014 أهل اسكندرية
- Sulfur Red P1 2016 كبريت أحمر الجزء الأول
- The Flood 2017 الطوفان
- Karma's Curse 2018 لعنة كارما